# کویوت بیسین رنچ (آریزونا)
کویوت بیسین رنچ (به انگلیسی: Coyote Basin Ranch) یک منطقهٔ مسکونی در ایالات متحده آمریکا است که در آریزونا قرار دارد. کویوت بیسین رنچ ۲٬۲۶۶ متر بالاتر از سطح دریا واقع شده‌است.